# 武宁县
武宁县是中国江西省九江市所辖的一个县，位於江西省西北部，修河中游，地處湘鄂贛三省邊陲要衝，東部與瑞昌市、德安縣、永修縣接壤，南部與靖安縣交界，西與西南部緊連修水縣，北部與湖北省陽新縣、通山縣為鄰，全县经济以农业为主，工业初具规模。是国家级生态示范区，縣政府駐新宁镇人民路88號。

## 历史
建县于唐长安四年（704年）。

## 地理
县城因修柘林水库已迁至新宁镇，修河、武宁河绕城而过，四面环山。

## 行政区划
武宁县下辖1个街道办事处、8个镇、11个乡：
豫宁街道、新宁镇、泉口镇、鲁溪镇、船滩镇、澧溪镇、罗坪镇、石门楼镇、宋溪镇、大洞乡、横路乡、官莲乡、巾口乡、东林乡、上汤乡、甫田乡、清江乡、石渡乡、杨洲乡、罗溪乡和万福经济技术开发区管委会。
根據第七次人口普查數據，截至2020年11月1日零時，武寧縣常住人口為322161人。

## 风景名胜
豫宁八景：郑郊草堂、柳浑精舍、玉枕清风、鹤桥明月、钟陵瓜圃、伊洞龙鳅、南浦渔歌、东林牧笛。
弥陀寺，佑圣宫，文峰塔，鲁溪洞，柳山，九宫山。